# Moyen de transport
Pour la manière de transporter, voir Mode de transport.

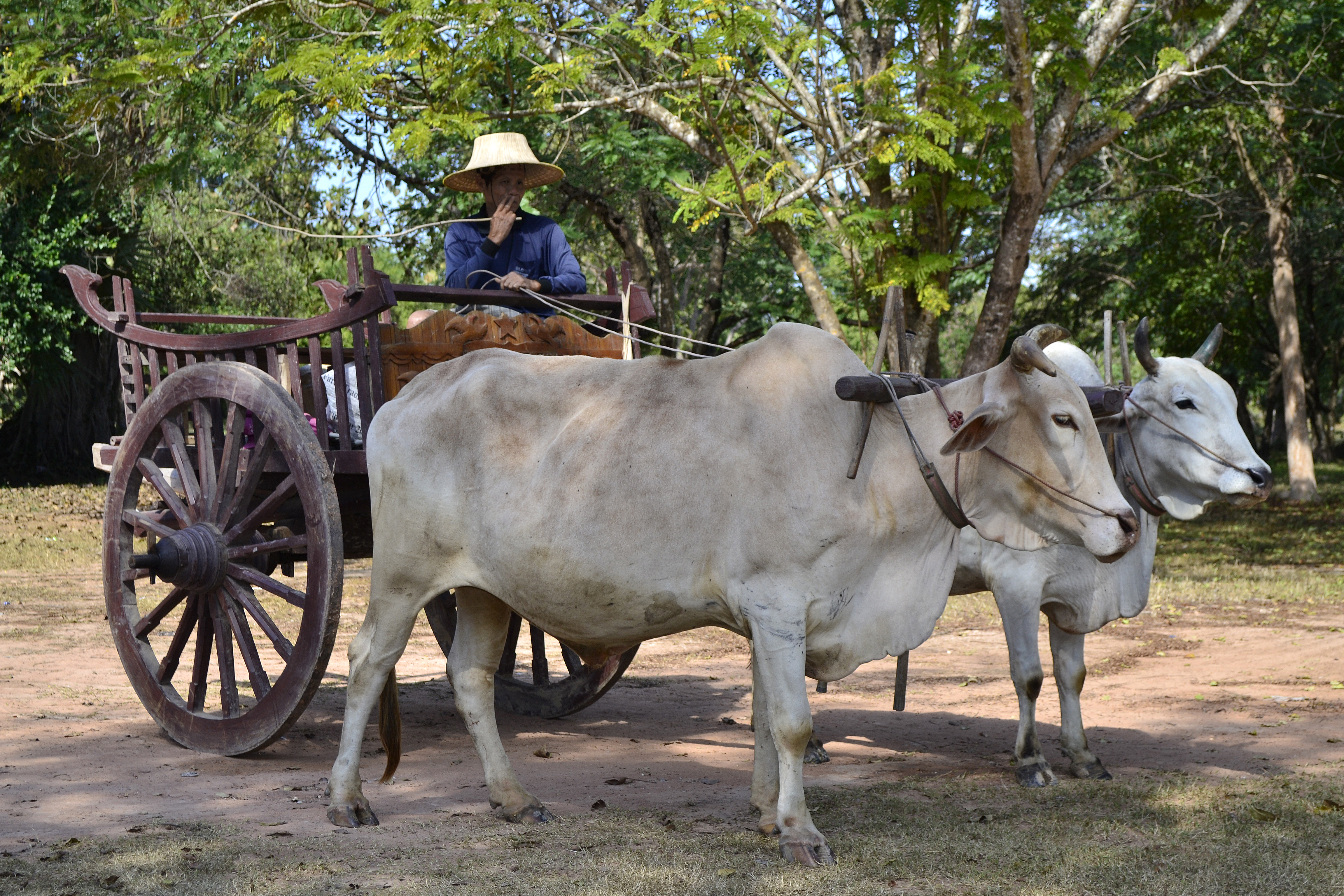
La charrette est un moyen de transport

Les moyens de transport sont des équipements utilisés pour le transport de personnes, de bétail et de marchandises. Il existe différents moyens de transport selon les différents modes de transport, par exemple :

## Transport routier
- Automobiles
- Bicyclettes
- Camions
- Rickshaws

## Transport ferroviaire
- Trains

## Transport terrestre
Voir Transport terrestre 
- Bêtes de somme
- Chariots
- Coches
- Montures

## Transport maritimeoufluvial
- Bateaux fluviaux
- Navires

## Transport aérien
- Avions
- Hélicoptères

## Transport spatial
- Véhicules spatiaux

## Transport (par) des matières fluides
- Pipelines
- Tubes pneumatiques